# Silene multifurcata
Silene multifurcata är en nejlikväxtart som beskrevs av C.L. Tang. Silene multifurcata ingår i släktet glimmar, och familjen nejlikväxter. Inga underarter finns listade i Catalogue of Life.